# Donkey Kongs Abenteuer
Donkey Kongs Abenteuer ist eine computeranimierte Fernsehserie, die auf den Figuren der Spieleserie Donkey Kong Country basiert.

## Handlung und Figuren
Die seltene, wertvolle und machtvolle Kristallkokosnuss hat Donkey Kong als zukünftigen Herrscher von Kongo Bongo auserwählt. Bis zum Zeitpunkt seiner offiziellen Ernennung zum Herrscher hat er die ehrenvolle Aufgabe, die Kristallkokosnuss zu beschützen, denn aufgrund ihrer Macht versuchen Diebe immer wieder, diese zu stehlen. Meist ist dies King Kroko, ein böswilliges, aber intelligentes Krokodil, das die Macht der Kokosnuss nutzen will, um selbst Herrscher von Kongo Bongo zu werden. Die Versuche, in den Besitz der Kokosnuss zu kommen, werden aber stets von Donkey Kong vereitelt. Zudem hat King Kroko mit dem fehlenden Intellekt seiner Truppen zu kämpfen, was die Angriffe gegen Donkey Kong und dessen Freunde zusätzlich erschwert. In der Serie werden viele Monologe oder auch Dialoge in Liedform abgehandelt. Die Lieder werden in der deutschen Version der Serie in der Regel jedoch nicht von den Originalsprechern gesungen.

### Hauptfiguren
- Donkey Kong: Zukünftiger Herrscher von Kongo Bongo und Beschützer der Kristallkokosnuss. Diese ist wegen ihrer Macht immer wieder das Ziel von Diebstahlsversuchen, allen voran von King Kroko. Donkey Kong wird in der Serie zwar des Öfteren als faul dargestellt, manchmal sogar als etwas einfältig. Trotzdem schafft er stets, die Angriffe von King Kroko von vornherein zu vereiteln oder die Kristallkokosnuss im Nachhinein zurückzuholen. In der Serie geht er überwiegend aufrecht. Seine Lieblingsspeise sind Bananen. Als eine Art Running Gag ist Donkey Kongs Schlachtruf zu hören. Dieser lautet: „BANANA HAMMA!“.
- Diddy Kong: Bester Freund von Donkey Kong, mit dem er viel Zeit verbringt.
- Bubbels: Ältester Affe auf Kongo Bongo. Er wird in der Serie als sarkastisch und meist schlecht gelaunt dargestellt. Am Beschützer der Kristallkokosnuss Donkey Kong übt er regelmäßig Kritik, hilft diesem aber in diversen Situationen weiter. In der – in deutscher Sprache nicht veröffentlichten – Folge „Le singe qui rétrécit“ wird Bubbles in jungen Jahren dargestellt. Zunächst unterhält sich Bubbles mit einem Hologramm seines 40 Jahre jüngeren Ichs, welches durch die Kristallkokosnuss erscheint. Danach verwandelt er sich durch einen Zaubertrank kurzzeitig in dieses. Sein jüngeres Ich sieht dabei Donkey Kong sehr ähnlich, allerdings ist es mit Bubbles typischer Weste und Brille bekleidet. In der Folge „Mein Freund der Feind“ erfährt man, dass Bubbles in seinen jungen Jahren mit dem eigentlichen Erzfeind der Kongs King Kroko gut befreundet war und mit diesem anderen Lebewesen auf der Insel immer wieder teils derbe Streiche gespielt hat. Im Laufe der Zeit zerstritten sich die beiden jedoch, insbesondere auf Grund von King Krokos Schummelei bei einem Wettstreit der beiden, bei dem der Bessere von ihnen ermittelt werden sollte. Seither leben die beiden größtenteils in Feindschaft; auch eine später kurz wiederaufkeimende Freundschaft ging sodann in die Brüche.
- King Kroko: Gegenspieler von Donkey Kong, der in den Besitz der Kristallkokussnuss kommen will. Er wird in der Serie als recht intelligent dargestellt, trotzdem werden seine Versuche in den Besitz der Kristallkokosnuss zu kommen stets von Donkey Kong vereitelt. Dies unter anderem auch wegen des fehlenden Intellekts seiner Truppen. In der Folge „Mein Freund der Feind“ – wird aufgezeigt, dass King Kroko als junger Erwachsener mit seinem jetzigen Feind Bubbles gut befreundet war. Es kam jedoch zu einem Streit zwischen den beiden, insbesondere auf Grund von einer Schummelei King Krokos bei einem Wettstreit zwischen ihm und Bubbles, bei dem der Bessere von ihnen ermittelt werden sollte. Seither leben die beiden größtenteils in Feindschaft. Zwar näherten sie sich Jahre nach besagtem Wettkampf kurzzeitig wieder freundschaftlich an, zerstritten sich aber alsbald wieder aus einem ähnlichen Grund wie in ihren jungen Jahren. In der Serie trägt er ein gekürztes Cape und hat keinen Schweif.
- Candy Kong: Freundin von Donkey Kong, in die auch Bluster verliebt ist, für den sie in seiner Fassfabrik arbeitet. Ihr Charakter wirkt in der Serie leicht reizbar, egoistisch und rechthaberisch. In einigen Folgen versucht King Kroko die Kongs mit einem Candy-Kong-Roboter-Klon zu überlisten. Dieser ist zwar äußerlich mit Candy Kong identisch, allerdings ist die Programmierung des Roboters fehlerhaft, so dass King Kroko seine Pläne nie verwirklichen kann. Sie ist die einzige Figur, deren Aussehen gegenüber den Donkey-Kong-Spielen stark abweicht. So wurde ihr Charakter mit einem weißen Oberteil und einer blauen kurzen Hose bekleidet und trägt offene Schuhe sowie grünen Kopfschmuck. Jedoch hat sich nicht nur die Kleidung geändert, sondern die gesamte Figur tritt mit einem neuen Erscheinungsbild auf. In der Serie wird genauer auf die Beziehung von Donkey Kong und Candy Kong eingegangen. Auch wenn Candy Kong des Öfteren von „Leonardo DiAffrio“ (Anspielung auf den US-amerikanischen Schauspieler Leonardo DiCaprio) schwärmt sind die beiden dort offensichtlicher als in den Donkey-Kong-Spielen liiert. So tauschen sie immer wieder Küsse aus, außerdem bezeichnet Donkey Kong Candy in einem Gespräch mit Diddy Kong als seine „feste Freundin“. Ferner feiern die beiden ihren Jahrestag. In der Folge „Die verpatzte Hochzeit“ soll sogar eine Hochzeit der beiden stattfinden. Die Idee zu dieser stammt von Candy Kong, wobei der Eindruck erweckt wird, sie wolle Donkey Kong nur vermeintlich zur Hochzeit drängen, um insbesondere Bluster Kong zu beweisen, wie sehr DK sie liebt. Donkey Kong sträubt sich anfangs dagegen, stimmt am Ende der Folge jedoch zu. Allerdings findet letzten Endes trotzdem keine Heirat statt, da Donkey Kong die Kristalkokosnuss beschützen muss und Candy Kong ihren Entschluss mit der Erwägung überdenkt, erst einmal ihre Karriere voranzutreiben.

### Nebenfiguren
- Funky Kong: Leicht abgedrehter Affe, der als Pilot und Kurier arbeitet. In der Folge „Der große Film“ versucht er sich zudem kurzzeitig als Drehbuchautor eines Films. Als Bluster Kong allerdings die Regie und damit auch das gesamte Filmprojekt ansichreißt und Funky  deshalb unter der Nichtbeachtung seiner Mitwirkung am Drehbuch leidet, beendet er diese Tätigkeit wieder. Funky Kongs Charakter wirkt sehr spirituell und esoterisch, was sich unter anderem dadurch äußert, dass er oft vom „Karma“ und verschiedenen „Vibes“ spricht. Sein größtes Hobby ist das Surfen.
- Dixie Kong: Sie tritt in der Serie eher selten auf und ist die Freundin von Diddy Kong und auch mit DK und Candy Kong gut befreundet. Als Haustier hält sie sich einen Hummer. In der – in deutscher Sprache nicht veröffentlichten – Folge „Lourdingue, le Klump“, freundet sie sich zudem mit ihrem eigentlichen Feind General Zack an, nachdem dieser kurzzeitig aus King Krokos Armee entlassen wird und bei den Kongs Unterschlupf sucht.
- Bluster Kong: Reichster Affe von Kongo Bongo, der eine Fassfabrik leitet.
- General Zack: Rechte Hand von King Kroko, der dessen Aufträge entgegennimmt.
- Kracher: Extrem starker, aber nicht gerade intelligenter Helfer von Zack.
- Eddie: Ein Yeti, der in den Bergen von Kongo Bongo lebt.
- Inka Dinka Doo: Weises Orakel, das die Bewohner von Kongo Bongo um Rat fragen können.
- Kaptain Narby: Pirat und Bruder von Zack.
- Schnitti & Grünrock: Gefolgsleute von Captain Narby.
- Kroki-Truppen: Truppen von King Kroko.
- Polly Roger: Diebischer Papagei.

## Synchronisation
| Rolle                          | Französischer Sprecher (Staffel 2) | Deutscher Sprecher   |
| ------------------------------ | ---------------------------------- | -------------------- |
| Donkey Kong                    | Franck Capillery                   | Tobias Meister       |
| Diddy Kong                     | Lucile Boulanger                   | Juana von Jascheroff |
| Bubbels (Cranky Kong)          | Yves Barsacq                       | Hasso Zorn           |
| King Kroko (King K. Rool)      | Daniel Beretta                     | Helmut Krauss        |
| Candy Kong                     | Odile Schmitt                      | Christin Marquitan   |
| Funky Kong                     | Emmanuel Curtil                    | Joachim Kaps         |
| Bluster Kong                   | Patrice Dozier                     | Mario von Jascheroff |
| General Zack (General Klump)   | Jacques Bouanich                   | Bernd Schramm        |
| Kracher (Krusha)               | Daniel Beretta                     | Karl Schulz          |
| Inka Dinka Doo                 |                                    | Lutz Riedel          |
| Kaptain Narby (Kaptain Skurvy) |                                    | Jürgen Kluckert      |
| Polly Roger                    |                                    | Michael Pan          |
| Eddie                          | Patrice Dozier                     | Gerhard Paul         |
| Dixie Kong                     | Annie Barclay                      | Dorette Hugo         |

## Episoden
Insgesamt wurden 40 Folgen von Donkey Kongs Abenteuer in zwei Staffeln produziert. Allerdings wurde nur Staffel 2 in die deutsche Sprache übersetzt.

### Staffel 1 (26 Episoden)
| Nr. (ges.) | Nr. (St.) | Titel                                    | Erstausstrahlung Frankreich |
| ---------- | --------- | ---------------------------------------- | --------------------------- |
| 1          | 1         | Le singe invisible                       | 1997                        |
| 2          | 2         | Le grand frisson                         | 1997                        |
| 3          | 3         | Donkey se fait des cheveux               | 1997                        |
| 4          | 4         | Les aventuriers de la banane perdue      | 1997                        |
| 5          | 5         | Le singe qui rétrécit                    | 1997                        |
| 6          | 6         | Un singe à la mer                        | 1997                        |
| 7          | 7         | Rayé du pouvoir                          | 1997                        |
| 8          | 8         | Du zéro au héros absolu                  | 1997                        |
| 9          | 9         | La chasse au trésor                      | 1997                        |
| 10         | 10        | La limonades à chatouilles               | 1997                        |
| 11         | 11        | Vis ta vie Bluster!                      | 1997                        |
| 12         | 12        | Malédiction sur Kongo Bongo              | 1997                        |
| 13         | 13        | Orangu-Tango                             | 1997                        |
| 14         | 14        | À fond la caisse                         | 1997                        |
| 15         | 15        | Lourdingue, le Klump                     | 1997                        |
| 16         | 16        | Un spot s-ingénieux                      | 1997                        |
| 17         | 17        | Kong Fu                                  | 1997                        |
| 18         | 18        | Les allumés de l'amulette                | 1997                        |
| 19         | 19        | Le danger venu du ciel                   | 1997                        |
| 20         | 20        | Baby Kong Blues                          | 1997                        |
| 21         | 21        | Lune, lune...                            | 1997                        |
| 22         | 22        | Rendez-vous doublés                      | 1997                        |
| 23         | 23        | Amnésie                                  | 1997                        |
| 24         | 24        | De l'amour à la haine                    | 1997                        |
| 25         | 25        | Cherche tonneau... désespérément!        | 1997                        |
| 26         | 26        | La légende de la noix de coco en cristal | 1997                        |

### Staffel 2 (14 Episoden)
| Nr. (ges.) | Nr. (St.) | Deutscher Titel                     | Originaltitel                       | Erstausstrahlung Frankreich | Deutschsprachige Erstausstrahlung (DE) |
| ---------- | --------- | ----------------------------------- | ----------------------------------- | --------------------------- | -------------------------------------- |
| 27         | 1         | Das Kongo Bongo Lichterfest         | La fête des lumières de Kongo Bongo | 23. Dez. 1999               | 5. Juni 2001                           |
| 28         | 2         | Der große Film                      | Silence! On tourne!                 | 7. Jan. 2000                | 4. Juni 2001                           |
| 29         | 3         | Das wundersame Heilmittel           | La Rhino-Kongo Bongogite            | 12. Jan. 2000               | 6. Juni 2001                           |
| 30         | 4         | Der Tag, an dem die Zeit stillstand | Le jour où l'île s'arrêta           | 19. Jan. 2000               | 7. Juni 2001                           |
| 31         | 5         | Die Flaschenpost                    | Adieu Kongo Bongo!                  | 21. Jan. 2000               | 21. Juni 2001                          |
| 32         | 6         | Das mystische Orakel                | L'oracle mystique                   | 31. Jan. 2000               | 8. Juni 2001                           |
| 33         | 7         | Die verpatzte Hochzeit              | Titre français inconnu              | 3. März 2000                | 11. Juni 2001                          |
| 34         | 8         | Wählt Donkey Kong                   | Vote de kong-fiance                 | 7. Apr. 2000                | 13. Juni 2001                          |
| 35         | 9         | Die große Täuschung                 | Une noix de coco à la noix          | 14. Apr. 2000               | 12. Juni 2001                          |
| 36         | 10        | Wer ist wer                         | Robot Kong                          | 5. Mai 2000                 | 14. Juni 2001                          |
| 37         | 11        | Blusters unheimliche Verwandlung    | Titre français inconnu              | 2. Juni 2000                | 15. Juni 2001                          |
| 38         | 12        | Mein Freund der Feind               | Les ennemis intimes                 | 9. Juni 2000                | 18. Juni 2001                          |
| 39         | 13        | Der Albtraum                        | La vie est belle                    | 16. Juni 2000               | 19. Juni 2001                          |
| 40         | 14        | April, April                        | Banane d'avril!                     | 7. Juli 2000                | 20. Juni 2001                          |

## Produktion
Produziert und veröffentlicht wurde Donkey Kongs Abenteuer bzw. La Planète de Donkey Kong (Originaltitel) von Nelvana Limited und dem französischen Fernsehsender France 2. Die Idee zu der Serie stammt von Jacques Goldstein und Philippe Percebois.  Die Titelmusik und der Soundtrack wurden von Pure West produziert. In Deutschland wurden Donkey Kongs Abenteuer von den Fernsehsendern Super RTL und Das Vierte ausgestrahlt. 
Die Serie basiert auf der von Rare und Nintendo veröffentlichten Donkey-Kong-Reihe, dabei speziell auf Donkey Kong Country, das 1994 unter der Leitung von Tim Stamper und Gregg Mayles für den Super Nintendo veröffentlicht wurde. Das Aussehen der Figuren der Serie wurde größtenteils dem des SNES-Spiels nachempfunden. Nur Dixie Kongs Kleidung und Fell wurde in einer anderen Farbe gestaltet und das Aussehen von Candy Kong wurde verändert. Zudem wurden Cranky Kong und King K. Rool in Bubbels bzw. King Kroko umbenannt. In anderssprachigen Versionen der Serie tragen die beiden aber ihren gewöhnlichen Namen.
Nach dem Erfolg der französischen und amerikanischen Staffeln wurde La Planète de Donkey Kong (Frankreich) bzw. Donkey Kong Country (USA) nach und nach in diverse Sprachen übersetzt und in vielen Ländern, unter anderem in Frankreich, Kanada, den USA, Großbritannien, Finnland, Schweden, Japan, Italien, Deutschland, Spanien, Australien, Brasilien und Portugal ausgestrahlt.

## DVD-Veröffentlichung
Die Serie ist in bestimmten Sprachen auch auf DVD erhältlich. In deutscher Sprache erschienen zunächst drei DVDs, die je zwei Episoden der Serie beinhalten.
| DVD      | Episode 1                 | Episode 2                          | Laufzeit   |
| -------- | ------------------------- | ---------------------------------- | ---------- |
| Volume 1 | Der grosse Film           | Das Kongo Bongo Lichterfest        | ca. 45 min |
| Volume 2 | Das wundersame Heilmittel | Der Tag an dem die Zeit stillstand | ca. 45 min |
| Volume 3 | Das mystische Orakel      | Die verpatzte Hochzeit             | ca. 45 min |

Am 18. August 2017 wurde erstmals die gesamte zweite Staffel mit den 14 deutsch-synchronisierten Folgen auf DVD veröffentlicht.

## Auszeichnungen
1999 gewann die französische Version von Donkey Kongs Abenteuern, La Planète de Donkey Kong, den 7 d'Or Award für das beste Zeichentrick- und Jugendprogramm (Originalauszeichnung: „Meilleure émission d'animation et de jeunesse“).